# رسل المسيح في العهد الجديد

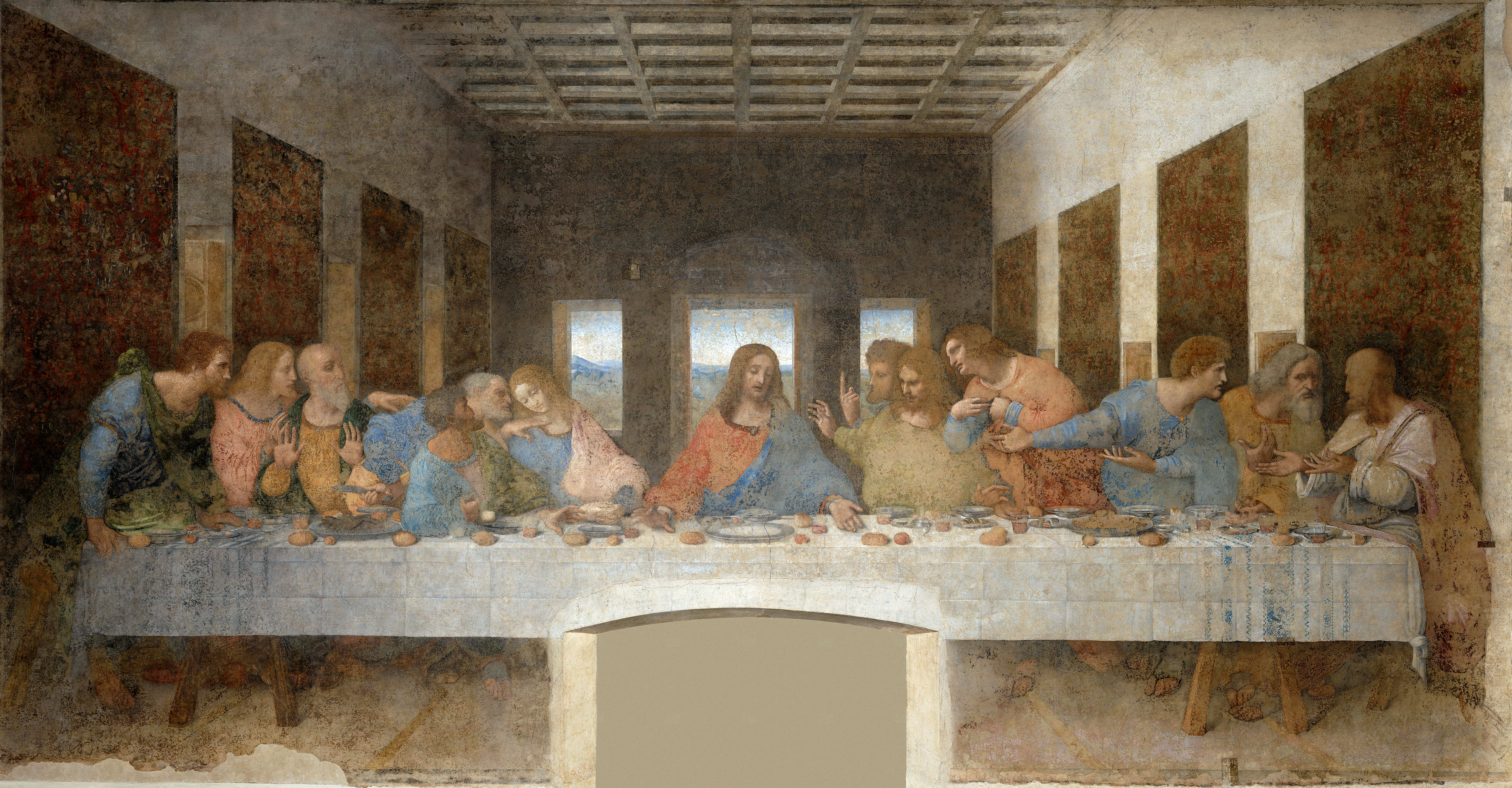
العشاء الأخير، لوحة جدارية رسمها ليوناردو دافنشي، وهي تصور العشاء الأخير ليسوع وتلاميذه الاثني عشر عشية صلبه. (كنيسة سانتا ماريا ديلي غراسي، ميلانو).

في اللاهوت المسيحي وعلم الكنيسة، كان الرسل، وخاصة الرسل الاثني عشر (المعروفين أيضًا باسم التلاميذ الاثني عشر أو ببساطة الاثني عشر)، هم التلاميذ الأساسيين ليسوع وفقًا للعهد الجديد. خلال حياة يسوع وخدمته في القرن الأول الميلادي، كان الرسل من أقرب أتباعه وأصبحوا المعلمين الأساسيين لرسالة الإنجيل. بالإضافة إلى ذلك، يشير التقليد المسيحي الشرقي، المتجذر في إنجيل لوقا، إلى وجود ما يصل إلى سبعين رسولًا خلال فترة خدمة يسوع.
تم وصف تكليف الرسل الاثني عشر أثناء خدمة يسوع في الأناجيل الإزائية. أرسل يسوع بعد قيامته أحد عشر منهم (حيث كان يهوذا الإسخريوطي قد مات في ذلك الوقت) بواسطة الإرسالية العظمى لنشر تعاليمه إلى جميع الأمم. يُشار إلى هذه الحادثة باسم تشتت الرسل [الإنجليزية] .
في رسائل بولس، وصف بولس نفسه بأنه رسول، على الرغم من أنه لم يكن واحدًا من الاثني عشر الأصليين، قائلًا إنه دُعي رسولا من قبل يسوع نفسه حين ظهر له أثناء طريقه إلى دمشق. ووصف نفسه فيما بعد بأنه "رسول للأمم".
تسمى فترة المسيحية المبكرة خلال حياة الرسل الاثني عشر بالعصر الرسولي.

## التسمية
الكلمة اليونانية المترجمة «رسول» في العهد الجديد هي «أبوستولوس» (ἀπόστολος) وهي مشتقة من الفعل أبوستِّلين (ἀποστέλλειν) بمعنى يرسل، فمعناها: «رسول مرسل، مبعوث» وقد استعملت الترجمة السبعينية للعهد القديم نفس الكلمة اليونانية لترجمة كلمة «أرسل».

## العهد الجديد
استخدمت كلمة «رسول» في العهد الجديد عن يسوع نفسه: «رسول اعترافنا ورئيس كهنته» ، فهو مرسل من الله الآب بحسب الاعتقاد المسيحي. ويُذكر كثيراً في إنجيل يوحنا أن «الآب ارسل المسيح»  «ليتكلم بكلام الله»  «وليعمل أعمال الله»  ويتمم مشيئة الله ، وليعلن الله  وليعطى حياة أبدية.
وكل رسول بعد ذلك، إنما هو مرسل من يسوع المسيح ، ومن يقبله المسيح ، ومن يسمع منه يسمع من المسيح.
فقد استخدمت الكلمة بمعناها المطلق في قول المسيح: «ليس عبد أعظم من سيده، ولا رسول أعظم من مرسله»  واستخدمت الكلمة في الإشارة إلى مبعوثين من الكنائس  كما استخدمت للدلالة على الذين أرسلهم الله إلى شعبه قديما، إذ «قالت حكمة الله إنى أرسل إليهم أنبياء ورسلاً فيقتلون منهم ويطردون» (لو 10: 49).
وترد كلمة «رسول» أو رسل عشر مرات في الأناجيل، وثمانى وعشرين مرة في سفر أعمال الرسل، وثمانى وثلاثين مرة في الرسائل، وثلاث مرات في سفر الرؤيا، وفي معظم هذه المرات، تشير إلى أشخاص دعاهم المسيح بخدمة معينة في الكنيسة.
وأول ما يتبادر إلى الذهن عند ذكر كلمة «رسول» أسماء الاثنى عشر رسولا وبولس الرسول، ولكن الكلمة اطلقت على غير هؤلاء أيضا، فيبدو أن يعقوب البار كان يعتبر رسولاً ، كما كانت كلمة «رسول» تطلق على برنابا ، ويجمع الرسول بولس بينه وبين برنابا في قوله: أم أنا وبرنابا وحدنا ليس لنا سلطان أن لا نشتغل" (1 كو 9: 6) رغم أنهما لم يكونا من الاثنى عشر  كما يمكن اعتبار سلوانس وتيموثاوس رسولين ، وكذلك "أندونكوس ويونياس … الذين هما مشهورين بين الرسل"  ويبدو أن الرسول بولس يضم اليه "أبلوس" ضمن الرسل الذين" صاروا منظر للعالم للملائكة والناس ". ويوصى في رسالته الثانية إلى الكنيسة في كورنثوس، بأخوين – لم يذكر اسميهما – يقول عنهما إنهما " رسولا الكنائس ومجد المسيح". وقد وجد من الضروى أن يكشف بعض الأشخاص باعتبار أنهم: "رسل كذبة فعلة ماكرون مغيرون شكلهم إلى شبه رسل المسيح" ، وفي هذا دليل على أنه في الكنيسة الأولى، لم تكن فكرة الرسولية قاصرة على الاثنى عشر أو الثلاثة عشر،" إذ لو كان عدد الرسل محدداً، لبطلت من ذاتها دعوى أولئك المتطفلين "
الاثنا عشر رسولاً الملقبون التلاميذ هم مَنْ إختارهم يسوع المسيح من ضمن تلاميذه لنشر رسالته.

## رسل المسيح
1. في أثناء خدمة يسوع: كان ليسوع المسيح عدد كبير من التلاميذ في أثناء عمله التبشيري لكن لم يكونوا جميعهم رسلاً، فقد اختار الاثنى عشر من بين عدد كبير «ليكونوا معه (تلاميذا له) وليرسلهم ليكرزوا» [27]، وقد «سماهم أيضا رسلاً: سمعان الذي سماه أيضاً بطرس واندراوس أخاه.. يعقوب ويوحنا. فيلبس وبرثلماوس. متى وتوما. يعقوب بن حلفى وسمعان الذي يدعى الغيور. يهوذا أخا يعقوب ويهوذا الاسخريوطى».[28] وكان لأولئك الرسل أن يعملوا باسم المسيح (مرقس 9: 38 – 41). وقد اختار في أثناء خدمته هنا اثنى عشر رسولاً على عدد أسباط إسرائيل الاثنى عشر.[29] ويذكرهم لوقا دائما باسم «الرسل» [30]، بينما لا يذكرهم يوحنا بهذا اللقب مطلقا.
2. بعد القيامة: نقرأ في الأناجيل الأربعة وفي أعمال الرسل كيف أرسلهم يسوع المقام لكل العالم.[31] وكان من أول الواجبات أن يختاروا من يحل محل يهوذا الأسخريوطى، فتتم انتخاب «متياس» [32] كما أن بولس قد اختاره يسوع بنفسه، وقد اضطر مراراً أن يؤكد ذلك دفاعاً عن رسوليته [33] فلا بديل إطلاقاً للدعوة المباشرة من المسيح إلى الخدمة.

## أسماء رسل المسيح
أسماء الرسل حسب ذكرهم في الأناجيل القانونية الأربعة:
- أندراوس: صياد من بيت صيدا في الجليل وهو أول رسول دعاه يسوع وكان قبل ذلك تلميذ ليوحنا المعمدان.
- سمعان بطرس: أخو أندراوس وهو صياد من بيت صيدا في الجليل.
- فيلبس: صياد من بيت صيدا في الجليل
- يعقوب بن زبدي: صياد من بيت صيدا في الجليل
- يوحنا بن زبدي: صياد وهو الملقب بإبن الرعد وأخو يعقوب.
- برثولماوس أو نثنائيل: صياد هو صديق فِيلُبُّسُ وأكيد بَرْثُولَمَاوُسُ كان يعمل مثل فِيلُبُّسُ صياد
- يعقوب بن حلفى: (يَعْقُوبَ الصَّغِيرِ)
- يهوذا لَبَّاوس الملقب تَدَّاوس: أخو يعقوب بن حلفى وذُكر اسمه كيهوذا بن حلفى في بعض آيات الإنجيل وهو ليس يهوذا الإسخريوطى.
- متى العشار: من كفرناحوم في الجليل وكان عشار يجمع الجباية.
- توما: كان يقال له التَّوأم أيضاً حيث أن اسمه مشتق الاسم الآرامى «توماس» الذي يعنى التَّوأم.
- سمعان القانوي: ويلقب أيضاً بسمعان الغيور
- يهوذا الإسخريوطي: الذي باع يسوع بثلاثين من الفضة. تم استبداله بماتياس بعد موته منتحراً.

(متى 4: 21-22) «ثُمَّ اجْتَازَ مِنْ هُنَاكَ فَرَأَى أَخَوَيْنِ آخَرَيْنِ: يَعْقُوبَ بْنَ زَبْدِي وَ يُوحَنَّا أَخَاهُ، فِي السَّفِينَةِ مَعَ زَبْدِي أَبِيهِمَا يُصْلِحَانِ شِبَاكَهُمَا، فَدَعَاهُمَا. فَلِلْوَقْتِ تَرَكَا السَّفِينَةَ وَ أَبَاهُمَا وَ تَبِعَاهُ»
تُومَا وسِمْعَانُ بُطْرُسُ و (بَرْثُولَمَاوُسُ/ نَثَنَائِيلُ) وابْنَا زَبْدِي (يَعْقُوبُ ويُوحَنَّا) كلهم كانوا يصطادون السمك وهذا معناة إنهم كانوا يعملون صيادين سمك.
(يوحنا 21: 2-3) «كَانَ سِمْعَانُ بُطْرُسُ، وَ تُومَا الَّذِي يُقَالُ لَهُ التَّوْأَمُ، وَ نَثَنَائِيلُ الَّذِي مِنْ قَانَا الْجَلِيلِ، وَ ابْنَا زَبْدِي، وَ اثْنَانِ آخَرَانِ مِنْ تَلاَمِيذِهِ مَعَ بَعْضِهِمْ» قَالَ لَهُمْ سِمْعَانُ بُطْرُسُ: «أَنَا أَذْهَبُ لأَتَصَيَّدَ». قَالُوا لَهُ: «نَذْهَبُ نَحْنُ أَيْضًا مَعَكَ». فَخَرَجُوا وَ دَخَلُوا السَّفِينَةَ لِلْوَقْتِ. وَ فِي تِلْكَ اللَّيْلَةِ لَمْ يُمْسِكُوا شَيْئًا»
(مرقس 6: 3) «أَلَيْسَ هذَا هُوَ النَّجَّارَ ابْنَ مَرْيَمَ، وَ أَخُو يَعْقُوبَ وَ يُوسِي وَ يَهُوذَا وَ سِمْعَانَ؟ أَوَ لَيْسَتْ أَخَوَاتُهُ ههُنَا عِنْدَنَا؟»
بحسب التقليد الكنسي فأن جميع الرسل الإثني عشر استشهدوا في سبيل إيمانهم بالمسيح وهناك روايات تتحدث عن أن يوحنا بن زبدي كان الرسول الوحيد الذي مات موتا طبيعيا بعد الشيخوخة.

### ذكر أسماء الرسل في الإنجيل
قد ذكر أسماء التلاميذ المختلفة في الإنجيل في كثير من الآيات لكن الآيات التي جمعت أسمائهم هي:
- «1 ثم دعا تلاميذه الإثني عشر واعطاهم سلطانا على ارواح نجسة حتى يخرجوها ويشفوا كل مرض وكل ضعف. 2 واما أسماء الإثني عشر رسولا فهي هذه الأول سمعان الذي يقال له بطرس واندراوس اخوه. يعقوب بن زبدي ويوحنا اخوه. 3 فيلبس وبرثولماوس. توما ومتى العشار. يعقوب بن حلفى ولباوس الملقب تداوس. 4 سمعان القانوي ويهوذا الاسخريوطي الذي اسلمه».[34]
- «13 ولما كان النهار دعا تلاميذه واختار منهم اثني عشر الذين سماهم أيضا رسلا. 14 سمعان الذي سماه أيضا بطرس واندراوس اخاه. يعقوب ويوحنا. فيلبس وبرثولماوس. 15 متى وتوما يعقوب بن حلفى وسمعان الذي يدعى الغيور. 16 يهوذا أخا يعقوب ويهوذا الاسخريوطي الذي صار مُسَلِماً أيضاً» [35]
- «3 ثم صعد إلى الجبل ودعا الذين ارادهم فذهبوا اليه. 14 واقام اثني عشر ليكونوا معه وليرسلهم ليكرزوا. 15 ويكون لهم سلطان على شفاء الأمراض واخراج الشياطين. 16 وجعل لسمعان اسم بطرس. 17 ويعقوب بن زبدي ويوحنا أخا يعقوب وجعل لهما اسم بوانرجس أي ابني الرعد. 18 واندراوس وفيلبس وبرثولماوس ومتى وتوما ويعقوب بن حلفى وتداوس وسمعان القانوي. 19 ويهوذا الاسخريوطي الذي اسلمه ثم اتوا إلى بيت» [36]

## الرسل والروح القدس
1. قوة الروح القدس: كان الرسل يشهدون ليسوع بقوة الروح القدس -كما يؤمن المسيحيون-، فكان عليهم أن يقيموا في أورشليم إلى أن يلبسوا قوة من الأعالى بحسب الكتاب المقدس.[37] وكانت مناداتهم بالغفران بسلطان الروح القدس [38]، ولم يدركوا حقيقة دعوتهم تماماً، إلا يوم الخمسين، فالروح القدس هو الذي كان يعلمهم ويذكرهم بكل شيء [39] ويرشدهم إلى جميع الحق المختص بيسوع [40] فالروح القدس كان هو الشاهد في الرسل [41] وخدمة الإنجيل هي خدمة الروح.[42]
2. مواهب الروح القدس: كانت هناك أنواع من المواهب من الروح القدس للكنيسة، كان في مقدمتها موهبه «الرسول».[43] وكانت خدمة الرسل مصحوبة بآيات وعجائب [44]، ولكن هذه كانت تعتبر أمورا ثانوية بالمقارنة بما تثمره الخدمة من متجددين.[45] وكانت تحدث بعض ظواهر لعمل الروح القدس، نتيجة لوضع أيدى الرسل على أفراد أو جماعات من الناس في بعض مراحل العمل الكرازي [46] ولكن ليس ثمة إشارة إلى أن هذه الظواهر دائمة وفي موقف هام، حدثت هذه الظاهرة دون وضع أيدى الرسل.[47]

## الرسل والكنيسة
كان «الرسل» عطية الله للكنيسة، فكانت خدمتهم أهم الخدمات (1كو 12: 28، أف 4: 11) ولذلك نقرأ أن الكنيسة بنيت على أساس الرسل والأنبياء (أف 2: 20) وقد منح الله لهم السلطان (مرقس 6: 7) والقوة (اع 1: 8)، لا للمنادة بالإنجيل فحسب، بل ولبنيان الكنيسة أيضا  فبجانب الكرازة كان عليهم أن يعملوا (اع 2: 42) وأن يقوموا ببعض الشؤون الإدارية  كما ظهر سلطانهم في إجراء التاديب في الكنيسة (اع 15: 36، 1 كو 4: 15 و16). والمشكلات الهامة في الكنيسة بت فيها «الرسل والمشايخ» (أع 15: 6).
ويقول الرسول بولس إنه " إذ علم بالنعمة المعطاة لى يعقوب وصفا ويوحنا المعتبرون أنهم اعمدة، أعطونى وبرنابا يمين الشركة لنكون نحن للأمم وأما هم فللختان (غل 2: 9) ولكن لم يكن هذا مانعاً من أن يكرز الرسول لليهود (أع 13: 4.. الخ)، كما لم لم يمنع بطرس من أن يكرز للأمم (أع 10) وقد خرج الرسل بعد ذلك إلى مختلف الأقطار حاملين الإنجيل إلى أماكن جديدة (رو 15: 14 – 24).

## الخدمة والإنجيل
عندما اختار يسوع الاثنى عشر كان ذلك ليكونوا معه، وليرسلهم ليكرزوا " (مرقس 3: 14). وكان هذا من أهم ما قاموا به كما نرى في سفر أعمال الرسل. وشروط الانضمام للاثنى عشر مذكورة في سفر أعمال الرسل (1: 21 و22) إذ كان يجب أن يكون ممن كانوا مع يسوع منذ معمودية يوحنا إلى صعود المسيح، فقد وقعت في تلك الفترة كل الأحداث المتعلقة بعمل الفداء وقد بدأ البشيرين الأربعة اناجيلهم بمعمودية يوحنا (مت 3: 1، مرقس 1: 2، لو 3: 1، يوحنا 1: 6)، مع مقدمة تاريخية في إنجيل متى ولوقا ومقدمة لاهوتية موجزة في إنجيل يوحنا. كما كانت معمودية يوحنا نقطة البداية في الكرازة بالإنجيل  كما تختم الأناجيل بصعود المسيح  وقد امتدت الكرازة لتشمل حلول الروح القدس  الذي المحت الاناجيل إلى عملة في الكنيسة. وقد كان هناك تأكيد خاص على أنهم شهود للقيامة (أع 2: 32، 3: 15، 13: 31).
ولم يكن لبولس أن يعد من الاثنى عشر لأنه لا يستوقى كل الشروط المذكورة، لكنه كان شاهداً للقيامة. والكيفية التي يصف بها ظهور المسيح له، تدل على أنه اختبر اختباراً موضوعياً فريداً شبيها بما اختبره التلاميذ قبل الصعود، كما أن يعقوب البار قد رأى المسيح المقام (1 كو 15: 7) كما رآه أكثر من خمسمائة أخ (1 كو 15: 6) وكان لابد للذين لم يكونوا من التلاميذ في أثناء خدمة يسوع على الأرض، أن يستندوا إلى أقوال الرسل عن أحداث تلك الفترة.
ولم يكن الرسل مجرد شهود لتلك الحقائق، بل كانوا مقرية ا أيضاً. وكرازة الرسل ورفقائهم وكتاباتهم هي التي تزودنا بمعرفة حقائق عن يسوع المسيح وما تسميه المسيحية «فدائه الكامل».

## في الإسلام
قد ورد ذكر الحواريون في بالقرآن:
- في سورة آل عمران: ((فَلَمَّا أَحَسَّ عِيسَى مِنْهُمُ الْكُفْرَ قَالَ مَنْ أَنصَارِي إِلَى اللّهِ قَالَ الْحَوَارِيُّونَ نَحْنُ أَنصَارُ اللّهِ آمَنَّا بِاللّهِ وَاشْهَدْ بِأَنَّا مُسْلِمُونَ {52} رَبَّنَا آمَنَّا بِمَا أَنزَلَتْ وَاتَّبَعْنَا الرَّسُولَ فَاكْتُبْنَا مَعَ الشَّاهِدِينَ)) آل عمران {52-53}.
- في سورة المائدة: ((وإذ أوحيت إلى الحواريّين أن آمنوا بي وبرسولي قالوا آمنّا واشْهَدْ بأننا مسلمون {111} إِذْ قَالَ الْحَوَارِيُّونَ يَا عِيسَى ابْنَ مَرْيَمَ هَلْ يَسْتَطِيعُ رَبُّكَ أَن يُنَزِّلَ عَلَيْنَا مَآئِدَةً مِّنَ السَّمَاءِ قال اتقوا الله إن كنتم مؤمنين {112} قالوا نريد أن نأكل منها وتطمئنّ قلوبُنا ونعلمَ أن قد صدقتنا ونكون عليها من الشاهدين {113} قال عيسى بن مريم اللهمَّ ربَّنا أنْزِل علينا مائدة من السماء تكون لنا عيدًا لأولنا وآخرنا وآية منك وارزقنا وأنت خير الرازقين {114} قال اللهُ إني مُنَزِّلها عليكم فمن يكفر بعدُ منكم فإني أعذبه عذابًا لا أعذّبه أحدًا من العالَمين)) المائدة {111-115}.
- في سورة الصف: ((يَا أَيُّهَا الَّذِينَ آمَنُوا كُونُوا أَنصَارَ اللَّهِ كَمَا قَالَ عِيسَى ابْنُ مَرْيَمَ لِلْحَوَارِيِّينَ مَنْ أَنصَارِي إِلَى اللَّهِ ۖ قَالَ الْحَوَارِيُّونَ نَحْنُ أَنصَارُ اللَّهِ ۖ فَآمَنَت طَّائِفَةٌ مِّن بَنِي إِسْرَائِيلَ وَكَفَرَت طَّائِفَةٌ ۖ فَأَيَّدْنَا الَّذِينَ آمَنُوا عَلَىٰ عَدُوِّهِمْ فَأَصْبَحُوا ظَاهِرِينَ)) الصف {14}